# Movimiento de Acción Cívica
El Movimiento de Acción Cívica (en francés:  Mouvement d'Action Civique, MAC) fue una organización belga de extrema derecha activa desde 1960 hasta 1962, cuando la mayor parte de sus miembros crearon el partido Europa Joven.

## Historia
Los orígenes del Mac se encuentran en la independencia del Congo Belga en 1960 y la Crisis del Congo resultante, en la que la gran mayoría de los colonos blancos, que en su mayoría eran de habla francesa, regresaron a Bélgica. Dentro de este grupo comenzaron a surgir varias organizaciones extremistas, en particular el Comité d'Acción et de Défense des Belges d'Afrique (CADBA o Comité para la Acción y la Defensa de los Belgas Africanos), que había trabajado contra la descolonización del Congo Belga. Cuando este objetivo no se cumplió (y se volvió cada vez más indeseable debido a los problemas en el Congo y el regreso de la mayoría de los belgas), CADBA se reinventó como el Mac en septiembre de 1960, convirtiéndose en un grupo armado blanco extremista. El partido recibió poco apoyo popular hasta su disolución.

## Ideología
Ideológicamente, defendía el colonialismo y promovía la creación de una comunidad política europea desde Noruega hasta Sudáfrica, bajo la formación de un estado con dimensiones intercontinentales pero jacobino.

## Cooperación con partidos extranjeros
En su apoyo procolonialista, el Mac brindo apoyo logístico a la Organización del Ejército Secreto en la Argelia Francesa; la organización era conocida por sus acciones de comando contra sus oponentes.
Dentro del continente europeo trabajó con el Movimiento por la Unión del Reino Unido y fue un miembro fundador del Partido Nacional de Europa.
A nivel nacional colaboró con Europa Joven en el momento de su fundación hasta la disolución del Mac.

## Elecciones de 1961
Para las elecciones legislativas belgas de 1961, intentó, sin éxito, reunir a las distintas formaciones de extrema derecha y ultraderecha del momento (Partido Nacional, Partido Independiente, Partido Social-Independiente, Agrupación Nacional...) para juntarse en una formación política única. Tras conflictos internos, ya síntoma de la extrema derecha belga francófona de la época, el Mac se disolvió en septiembre de 1962.

## Legado
El legado directo fue la creación del partido Europa Joven, una nueva organización que marcaría la década de 1960 y que sería señalada por su líder Jean Thiriart, exmiembro de la CADBA, la Mac y futuro teórico del “comunitarismo europeo”, un nacionalismo europeo que propugnaba una alianza con el tercer mundo contra Estados Unidos. El “execonomista” de la Mac, Henri Moreau, por su parte, se incorporaría al Frente Nacional Belga de Daniel Féret mucho más tarde, tras su creación en 1985.